# Lepismium miyagawae
Lepismium miyagawae és una espècie vegetal del gènere Lepismium de la família de les cactàcies.

## Descripció
Lepismium miyagawae creix de forma epífita i arbustiva amb tiges inicialment verticals, posteriorment esteses o penjants. Els segments de les tiges majoritàriament triangulars, de vegades també de quatre o cinc vores, carnosos i una mica geperuts, tenen fins a 1 metre de llarg i tenen un diàmetre d'1,5 a 2 centímetres. Les arèoles són curtes llanoses blanques i tenen entre tres i cinc espines blanquinoses de fins a 7 mil·límetres de llarg.
Les amples flors en forma de campana, de color taronja brillant, apareixen a prop de les puntes dels brots. Fan fins a 1,5 centímetres de llarg i poden arribar a fer un diàmetre de 3 a 4 centímetres. El seu pericarpel és geperut i cobert de nombrosos pèls. Els fruits són esfèrics, blanquinosos i translúcids tenen un diàmetre de fins a 1 centímetre.

## Distribució
Lepismium miyagawae està molt estès al departament bolivià de Santa Cruz als boscos de Yungas a altituds de 600 metres.

## Taxonomia
Lepismium miyagawae va ser descrita per Wilhelm A. Barthlott i publicat a Bradleya; Yearbook of the British Cactus and Succulent Society 5: 99. 1987.
Etimologia
Lepismium : nom genèric que deriva del grec: "λεπίς" (lepis) = "recipient, escates, apagat" i es refereix a la forma en què en algunes espècies les flors es trenquen a través de l'epidermis.
miyagawae: epítet
Sinonímia
- Rhipsalis miyagawae (Barthlott & Rauh) Kimnach (1996).